# 우라늄

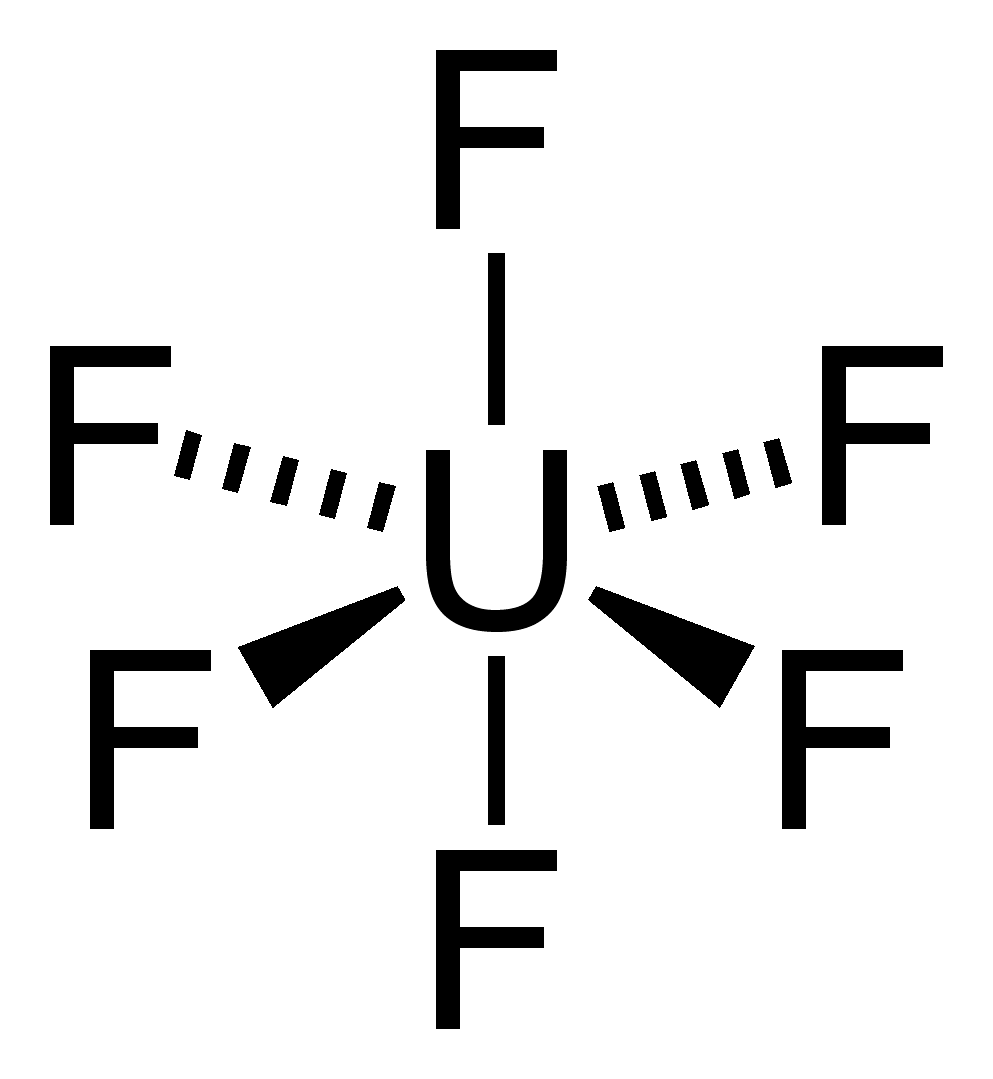
육플루오린화우라늄의 분자 구조.

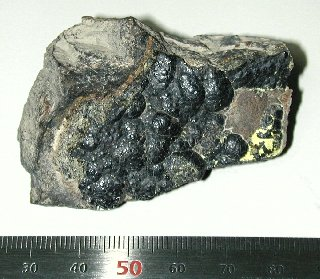
우라늄 광석(피치블렌드)의 모습

우라늄(문화어: 우라니움←영어: Uranium 유레이니엄[*])은 화학 원소로 원소 기호는 U(←라틴어: Uranium 우라니움[*])이다. 원자 번호는 92인 은회색의 방사성 금속 원소이다. 모든 대형 상업용 원자력 발전소에서는 전기 에너지를 얻는 에너지원으로 우라늄을 쓰고 있다. 1그램의 우라늄에서는 석탄 3톤, 석유 9드럼에서 나오는 것과 같은 에너지를 얻을 수 있다. 또한, 우라늄은 일부 핵무기에 쓰여 엄청난 폭발력을 나타낸다.

## 우라늄의 성질
우라늄은 자연에서 발견되는 원소 중에서 원자 번호가 가장 크다. 실제로 우라늄보다 원자 번호가 큰 넵투늄과 플루토늄도 자연에서 존재하지만, 이 둘은 워낙 드물게 나온다. 그래서 넵투늄과 플루토늄을 인공원소로 분류하므로, 우라늄이 가장 원자 번호가 크다. 우라늄의 원자량은 238.029u, 원자번호는 92, 악티늄족이다. 밀도는 20도에서 19.05g/cm3이며, 녹는점과 끓는점은 각각 1405K, 4404K이다.
반감기는 약 45억년으로, 상온에서 얻는 금속은 알파우라늄이며, 935.15K에서는 베타우라늄, 1045.15K에서는 감마우라늄이 된다. 알파우라늄은 사방정계며, 결정의 세 축방향에 따라 팽창률이 다르다. 그러므로 원자로 연료로 금속우라늄을 사용하면 연료막대가 변형하는 일이 생긴다.
공기 중에서 가열하면 발화해서 산화우라늄(U3O8)이 된다. 할로젠, 황, 질소와도 직접 반응한다. 묽은 산에는 녹아 수소를 발생하며 4가(4+) 우라늄염으로 바뀌며, 질산에도 녹아 질산우라늄을 만든다. 알칼리 금속과는 반응하지 않으며 이온화 경향은 망가니즈와 아연의 중간이다. 화합물의 주원자가는 2+, 3+, 4+, 5+, 6+인데 4+가 가장 안정하고 6+가 그 다음이다. 우라늄 이온은 U2+, U3+ 등이 있다.
바닥상태에서의 우라늄의 전자배치는 1s2 2s2 2p6 3s2 3p6 4s2 3d104p6 5s2 4d10 5p6 6s2 4f14 5d10 6p6 7s25f3 6d1이다.
우라늄을 농축시키는 데 육플루오린화우라늄을 많이 사용하는데, 화학적 반응은 이렇다.
UO2 + 4HF + 열 (500 °C) → UF4 + 2H2O
UF4 + F2 + 열 (350 °C) → UF6

## 동위 원소
자연에서 발견되는 우라늄 원자 중에서 가장 풍부한 우라늄 원자는 우라늄-238이며, 99.2742%를 차지한다. 그 다음이 원자력 발전소의 원료와 핵폭탄 제조에 많이 쓰이는 우라늄-235이며 0.7024%를 차지한다. 우라늄-235는 유일하게 핵분열을 할 수 있으며, 천연에서 매우 적은 비율을 차지하기 때문에 정련하여 옐로케이크라는 우라늄-235가 많은 농축우라늄을 만들어 낸다.
그리고 가장 적은 비율을 차지하는 우라늄-234 원자는 0.0054%를 차지한다. 우라늄의 반감기는 매우 길고 안정적이다. 반감기는 우라늄-238의 경우 44억 6800만 년, 우라늄-235의 경우 7억 380만 년, 우라늄-234의 경우 24만 5000년이 걸린다. 그 밖에 인공적으로 만든 동위원소를 포함하면 질량수 217로부터 242까지 26종이 존재한다.

### 성질
천연우라늄은 234U(존재 백분율 0.0054 %, 반감기 24만 8000년), 235U(존재백분율 0.7024 %, 반감기 7억 년), 238U(존재백분율 99.2742 %, 반감기 45억년) 등 3종의 동위원소로 이루어지며, 그 밖에 인공적으로 만든 동위원소를 포함하면 질량수 217로부터 242까지 26종이 존재한다. 235U는 악티늄족 계열 최초의 핵종으로 악티노 우라늄(AcU)이라고도 하며, 열중성자·고속중성자·양성자·i입자·중양성자·i선 등의 충격에 의해서 핵분열하는데, 열중성자에 의한 핵분열에서는 약 200MeV의 에너지를 방출하며 평균 2.5개의 중성자도 방출한다. 따라서 방출된 중성자가 다른 235U 원자를 분열시키도록 조건을 주면 연쇄반응을 일으켜 거대한 에너지를 방출한다.

### 원자폭탄
또한 순수한 235U에서는 1g당 매초 약 3만분의 1개의 원자가 자발 핵분열을 일으키므로 일정량 이상 모이면 연쇄반응에 의해서 핵폭발이 일어난다. 이것을 이용한 것이 1945년 8월 6일 일본 히로시마에 투하된 최초의 원자폭탄이었다. 238U은 우라늄계열의 최초의 핵종으로 우라늄I(UI)라고도 하며 중성자를 많이 흡수하므로 연쇄반응올 억제할 수 있지만 그 결과 239U로 되어 239Np를 거쳐 239Pu로 변한다. 이 239Pu는 중요한 핵연료로 사용된다. 따라서 천연 우라늄 중 235와 238을 분리할 필요가 있게 되어, 제2차 세계대전 중 미국의 원자폭탄 제조계획에 의해서 모든 방법들이 검토되었다.
결국 플루오린화물인 육플루오린화 우라늄 UF6를 이용하여 그 기체에서 확산 속도의 차에 의한 물리적 방법이 채용되었다. 즉, 기체로 변화시킨 경우의 235UF6와 238UF6에서는 분자 1개의 무게가 1 % 정도 다르므로 많은 구멍을 뚫은 벽에 혼합기체를 흐르게 하면 가벼운 것이 다소 빨리 흐르게 되고 이것을 수없이 반복시킴으로써 농축시킬 수 있다. 또 232Th를 원자로 내에서 235U의 열중성자류에 접촉시키면 232Th로부터 233Pa을 거쳐 233U이 얻어지는데 이것은 235U나 239Pu와 같은 연쇄반응을 일으키므로 원자로 연료로 중요하다.

## 용도
우라늄 중에서 우라늄-235는 원자력 발전소의 전기 생산 원료로 쓴다. 경수로에 쓰이는 우라늄의 농도는 3~5% 정도이다. 이것은 우라늄 농도가 너무 높으면 핵분열이 활발해져 연쇄반응이 일어나서 원자로가 폭발하는 것을 방지하기 위해서이다. 그래서 원자력 발전소에서 쓰는 우라늄은 95.5%가 우라늄-238이고, 나머지 4.5%는 우라늄-235이다. 핵폭탄에 쓰는 우라늄은 99%가 우라늄-235이고 1%가 우라늄-238이다.

### 원자로와 우라늄 합금
원자로연료로서 보통 천연 우라늄으로부터 우라늄-235를 분리하거나, 우라늄-238을 플루토늄-239로 변화시켜 사용하고 있으나, 천연 우라늄을 그대로 사용할 때도 있다. 특수한 목적에는 농축시킨 것을 사용하는 경우도 있다(농축 우라늄 사용). 이것은 기체확산분리 과정의 도중에서 뽑아냄으로써 적당한 농축도의 것을 얻을 수 있다. 원자로연료로 여러 가지 형태로 사용되고 있지만 균질로에서는 금속우라늄(때로는 합금 금속우라늄)을 적당히 성형한 것이, 불균질로에서는 황산염, 질산염의 용액이 사용된다. 그 밖에 여러 가지 내식성합금에도 소량 사용되고, 또 이우라늄산나트륨(우라늄황이라고도 한다)으로 유리, 도자기 등의 착색제로도 사용되고 있다.

## 인간으로의 노출
인간은 오염된 물과 음식을 소화시킴으로써, 또는 공기 중의 먼지를 흡입함으로써 우라늄(또는 라돈 등 방사능에 의한 소산물))에 노출될 수 있다. 대기 중의 우라늄의 양은 일반적으로 매우 소량이다. 그러나 인산염 비료를 가공하는 공장에서 일하거나, 핵무기를 만들거나 실험하는 국가 기관 주변에 거주하거나, 열화된 우라늄 무기들을 사용하는 현대의 전쟁터 주변에서 일하거나 거주하거나, 우라늄광을 가공하는 공장인 석탄 화력 공장 주변에 살거나 일하는 사람들은 우라늄 노출도가 증가한다. 우라늄 광상 위의 집이나 구조물(천연 또는 인공 광재)들은 라돈 기체의 노출 가능성을 증가시킬 수 있다. 직업 안전 및 보건 법령(OSHA, Occupational Safety and Health Administration)은 8시간 업무일 기준 작업장에서의 우라늄 노출 허용치를 0.25 mg/m3로 설정하였다. 미국 국립 직업안전위생연구소(NIOSH)는 권고 노출 제한치(REL)를 8시간 업무일 기준 0.2 mg/m3로 설정하였으며 단기적 제한치는 0.6 mg/m3로 설정하였다. 10 mg/m3 수치에서 우라늄은 생명이나 건강에 즉시 위태하게 만들 수 있다.

## 대한민국옥천 누층군의 우라늄과 방사능
대한민국 옥천 습곡대에 분포하는 변성퇴적암 지층 옥천 누층군 내 탄질 흑색 점판암에 우라늄이 함유되어 있다는 사실은 1956년 중앙지질광물연구소의 조사에서 처음 알려졌으며 그 이후 우라늄의 개발 가능성을 밝히기 위해 여러 지화학적, 광물학적 조사가 수행되어 왔다. 옥천 누층군 내 우라늄 광화대는 괴산군을 기점으로 보은군, 옥천군을 거쳐 대전광역시 서남부까지 이어져 있다. 충청북도 괴산군 지역의 옥천대 하부천매암층은 우라늄 함량이 높은 지층이 있는 것으로 알려져 있다. 이 지역은 1972~1986년 우라늄 광상 확보를 위해 정밀 지화학탐사와 시추 탐사가 한국지질자원연구원에 의해 수행된 바 있다. 옥천 누층군의 일부인 구룡산층은 우라늄을 함유한 흑연질 점판암으로 옥천대 내에서 90 km 이상 연장되며, 우라늄 함량 최고치가 294 ppm인 것으로 보고되었다. 충북과 충남에서 저품위 40~660만 톤의 우라늄 매장량이 보고되었다. 현재 우라늄광산은 충북의 3개, 충남의 4개 광산에서 우라늄이 개발된 기록이 있다. 시추탐사 결과 우라늄 매장량이 가장 큰 광상은 괴산군 덕평리 광상이며 매장량은 10,696,000 M/T이다.

### 방사능 원소와 함량
- 소칠섭과 강정극(1978)은 옥천층군 100개 시료의 흑색 탄질 점판암의 광물조성과 우라늄의 상관 관계를 분석하여 탄소와 우라늄의 높은 상관관계를 밝혔다.[8]
- 이민성과 전효택(1980)은 지화학 자료를 통계 분석하여 흑색 점판암에서는 우라늄, 몰리브데넘, 고정탄소, 저질탄 중에는 우라늄, 바나듐, 고정탄소 사이에 높은 상관관계가 있음을 밝혔다.[9]
- 윤석규(1984)는 대전광역시 서남부 추부-진산 지역의 우라늄 광상 연구에서 우라늄, 몰리브데늄, 고정 탄소 사이에 높은 상관 관계를 밝혔으며, 안정동위원소분석에서 우라늄 광상은 유기물과 황이 풍부한 퇴적 환경에서 생성되었다고 해석하였다. 우라늄 광물로 메타우라노서사이트(metauranocircite)를 기재하였다.
- 이진수 외(1996)에 의히면 충주시 대소원면 탄용리 지역에 분포하는 옥천 누층군 흑색 셰일의 방사능 수치는 최고 240 cpm(Counts per minute, 분당계수치)이며 우라니나이트가 확인되었고 우라늄은 흑색 셰일에서 20, 56 ppm까지 부화된 것으로 나타나 이 지역은 괴산군 덕평리 및 금산군 추부면 지역과 함께 우라늄 광화대의 연장선 상에 놓인 것으로 추정된다. 산의 토양에서 우라늄 함량은 최대 14.0 ppm이다.[10]
- 이진희 외(1996)에 의하면 보은군 회남면 지역 흑색 점판암의 지화학 분석 결과 우라늄 0.5~460 ppm, 토륨 2~35 ppm, 바나듐 123~8112 ppm, 몰리브데넘 1~1400 ppm이 함유되어 있다.[11]
- 소방방재청의 보고서(2006)에 의하면 옥천 습곡대 834개 지역 지표방사능 측정 결과 우라늄 0.6~287 ppm, 토륨 4~102 ppm, 칼륨 농도는 0.6~10.6 %이며 509개 지점 기반암 시료의 우라늄 함량은 0.07~308 ppm (최대값은 탄질점판암에서 산출), 토륨 함량은 4~60 ppm이다. 옥천대 지역의 토양 내 우라늄 농도를 조사 결과, 괴산지역 0.6~202 ppm, 보은지역 0.1~233 ppm, 금산지역 0.6~308 ppm 등 비교적 높은 함량이 검출되었으며, 일부 지역에서는 최대 700 ppm이 검출된 경우도 있었다. 국내 흑색셰일에는 괴산, 보은, 금산 등의 지역에서 0.10~308 ppm의 농도범위를 가진다. 토양가스의 라돈 농도는 126~2542 pCi/L이며 평균 함량은 흑색 점판암이 가장 높은 것으로 나타났다.  대전-금산지역은 우라늄의 독성 위해도가 존재하는 것으로 나타났다.[12]
- 이길용 외(2009)는 금강 유역 기반암 지역 토양의 자연방사선량을 조사하였다. 토양 내 라듐-226, 악티늄-228 및 칼륨-40의 수치는 다음과 같다. 라듐-226의 평균값은 변성퇴적암 지역이 가장 높게 나타났으며 특히 수양리 한 지점의 토양에서 타 지역에 비해 월등히 높은 485 Bq/kg이 나타났다.[13]

| 지역                            | 라듐-226   | 악티늄-228 | 칼륨-40  |
| ------------------------------- | ---------- | ---------- | -------- |
| 금산군 복수면 수양리 변성퇴적암 | 81.6~485.0 | 79.4~157   | 639~1280 |
| 금산군 복수면 목소리 석회암     | 43.7~72.5  | 50.9~138.0 | 740~1050 |

- 조남후(2012)에 의하면 금산군 복수면 수영리 일대에서는 점판암 내 탄질성분이 우세한 부분에 우라늄 광체가 집중되며 이는 점판암의 층리 방향과 거의 평행하다. 흑색 점판암과 탄질점판암의 우라늄 함량은 1.76~82.50 ppm 및 2.20~72.55 ppm이며 구리, 바나듐, 몰리브데넘은 우라늄과 함께 농집된 것으로 추정된다. 이 지역 우라늄 광상의 형성에는 열수의 영향이 있었던 것으로 보인다. 이곳에서는 과거 굴진한 흔적이 있는 폐갱도와 폐석 더미가 발견되었다.[14]
- 전순원(2015)은 흑색셰일 분포지역에 위치하는 보은군 회남면 보은광산(N 36°26'32", E 127°36'23") 주변의 우라늄과 중금속 농도를 조사하였다. 광산폐기물 적치장 주변 토양의 평균 우라늄 함량은 174.8 ppm이며 자연방사능 측정 결과 최고치는 시간당 2.25 µSv, 연간 19.71 mSv으로서 타 지역에 비해 자연방사능이 매우 높은 수준으로 나타났다.[15] 참고로, 일본에서 실외 활동 제한의 기준이 되는 방사선량은 시간당 3.8 µSv, 이란 람사르 지역의 자연 방사선은 연간 10.2 mSv이다.[16]

### 괴산군 덕평리의 우라늄
충청북도 괴산군 청천면 덕평리 지역은 옥천대 옥천 누층군의 대표적인 우라늄 광화대 지역으로, 옥천 누층군의 흑색 (탄질)점판암이 분포하는 이 지역에서는 함우라늄층이 산능성이를 따라 연장 1.5 km, 폭 0.32 km, 두께 7~8 m의 렌즈상으로 분포하여 국부적으로 우라늄의 함량이 타 지역에 비해 매우 높게 나타나는 것으로 보고되어 있다.
- 김태순 외(1978)에 의하면 덕평리 지역에서 우라늄 광상에 의한 자연 방사능의 영향을 조사한 결과 토양에서 타 지역보다 높은 10~30 ppm 이상이 함유되어 있고 현지에서 생산된 농작물의 우라늄 평균 함량은 깨 0.99 ppm, 감자 0.92 ppm, 벼 0.6 ppm, 콩 0.52 ppm, 보리 0.37 ppm, 옥수수 0.26 ppm이며 덕평리 주민 1인이 하루에 섭취하는 우라늄의 양은 247.3 마이크로그램인 것으로 측정되었다.[17]
- 최선경 외(1999)에 의하면 덕평리 지역에서 함우라늄 흑색 셰일에 기인한 표토 시료를 채취한 결과 논 118 ppm, 밭 109 ppm, 산 221 ppm, 광미시료 299 ppm, 산토양 시료에서 725 ppm에 이른다.[18]
- 김영환(2000)에 의하면 덕평리 지역 시료들의 전암 화학 분석 결과 흑색 점판암에는 각종 희유(稀有)금속의 원소들이 농집되어 있는데, 원소별 최대 농도는 바륨 7.2 wt. %, 몰리브데넘 1112 ppm, 우라늄 650 ppm, 아연 2585 ppm, 바나듐 4111 ppm, 이트륨 253 ppm으로 측정되었다. 그리고 흑색 점판암의 구성 광물 중에는 우라늄 광물인 우라니나이트(섬우라늄석), 제노타임, 우라노서사이트가 포함되어 있다.[19]
- 이종윤 외(2002)에 의하면 덕평리 지역 함우라늄 흑색셰일 내 우라늄 함량은 총 349 ppm이며 대부분 탄산염과 유기물질 및 황화물에 수반되어 나타난다.[20]
- 신동복과 김수정(2011)에 의하면 덕평리 지역 탄질점판암의 우라늄 평균 함량은 360 ppm, 최고 1101 ppm (1kg당 1.1g)을 함유한 것으로 측정되었으며 이는 동 지역의 흑색 점판암의 우라늄 함량(1.3~21.3 ppm)보다 매우 높다.[21]
- 김수정(2012)에 의하면 덕평리의 흑색 및 탄질점판암에서 우라늄 광물인 토라이트, 에카나이트, 우라니나이트가 산출된다. 우라늄 광화대에는 백금족 원소가 수반되며 우라늄 광화작용은 해저의 고온 환경에서 생성된 것으로 해석되었다.[22]

### 지표자연방사선량
자연 방사선 피폭량의 세계 평균은 2.4 mSv/y 정도로 저농도의 자연 방사능이라도 장기간 노출되면 폐암, 골수암 및 면역체계 감퇴 등 질병 유발 가능성이 높아진다고 알려져 있으나 해외의 자연 방사능이 상대적으로 강한 지역에서 피폭의 영향으로 생각되는 암 발생률의 증가는 나타나지 않았다. 야외 활동을 하는 사람은 지표 아래 30 cm 내의 토양이나 암석으로부터 유래하는 감마선에 노출되어 있다. 일반인의 옥외 유효선량 한도는 1 mSv/y이며, 방사능 농도는 IAEA(2003)에 의해 추천된 Conversion factor에 의해 1%의 40K은 313 Bq/kg, 1 ppm의 238U은 12.35 Bq/kg, 1 ppm의 232Th은 4.06 Bq/kg인 것으로 환산된다.
- 전재식과 오희필(1990)에 의하면 대전광역시 지역의 지각 방사선량에 의한 년간 실효선량은 564±4 µSv으로 나타났다.[26]
- 소방방재청(2006)은 옥천대 괴산군, 보은군, 금산군, 대전광역시 등 440개 지점의 지표방사능을 측정하였다. 괴산군의 심부선량은 평균 0.44 mSv/y, 최대 5.32 mSv/y이며 청천면 대전리에서 1.2~5.3 mSv/y, 덕평리에서는 3.2~3.9 mSv/y의 높은 심부선량을 보였다. 그 외의 지역에서는 3 mSv/y 이하의 값을 보였다. 일반인의 연간 권고선량인 1 mSv/y를 초과하는 곳이 괴산군에서 5곳, 보은군에서 1곳, 대전 지역이 2곳(2 mSv/y)인 것으로 드러났다. 방사능의 외부 피폭량은 1일에 0.02~9.2 µSv이다.[12]
- 최근식 외(2006)에 의하면 괴산군 지역 라돈 농도는 제곱미터당 가옥 내 83.7 Bq, 옥외 50.5 Bq이 검출되었으며 이는 한국 평균 농도(실내 53.4 Bq/m2)보다 높다. 측정된 감마선량에 의한 괴산군 거주민의 외부 피폭선량은 0.71 mSv로 측정되었다.[27]
- 윤욱과 조병욱(2019, 2020)은 2차례에 걸쳐 옥천 누층군 분포지역의 자연방사선량을 측정했다. 감마선 분광분석기를 이용해 괴산군 지역의 옥천 누층군 하부천매암대와 그 주변의 77개 지점에서 감마선량을 측정한 결과 칼륨-40 함량은 1.8~8.8% (563~2754 Bq/kg), 우라늄-238 함량은 0.2~217.9 ppm (2.5~2691 Bq/kg), 토륨-232 함량은 11.9~46.5 ppm (48.3~310.6 Bq/kg)로 산출되었으며 옥외 유효선량률은 0.08-1.71 mSv/y의 범위로 나타났다. 옥외 유효선량률의 최고치는 1.71 mSv/y (1kg당 40K 2754.4 Bq, 238U 2691.1 Bq)으로 이는 우라늄 지층을 협재하는 괴산군 청천면 덕평리 지역의 하부천매암대 지층에서 나온 수치이다.[6] 충청도 옥천 누층군 암석의 칼륨-40 함량은 0.65~10.29% (205~3220 Bq/kg), 우라늄-238 함량은 0.63~287.0 ppm (7.81~3544.5 Bq/kg), 토륨-232 함량은 4.00~102.4 ppm (16.24~415.9 Bq/kg)으로 산출되었으며 흡수선량은 28.84~1714.5 nGy/h이다. 421개 지점에서 지표방사능을 측정한 결과 일반인의 옥외 유효선량 한도인 1 mSv/y를 초과하는 4개 지점이 나왔으며 그 수치는 금산군 1.78 mSv/y, 괴산군 1.24 mSv/y 및 1.45 mSv/y, 보은군 1.36 mSv/y으로 이는 모두 우라늄층을 포함하는 하부천매암대에 위치한다. 하부천매암대의 최대값은 2.10 mSv/y이고 그 외의 지점에서는 국내 다른 지역보다 높게 나왔으나 1 mSv/y보다는 낮게 나왔다.[25] 참고로, 몸무게 60kg의 사람은 몸속에 3300 Bq (=0.17 mSv/y), 시금치는 200 Bq/kg의 칼륨-40을 포함한다.[16][28]

| 국내  | 괴산군                                                                                        | 보은군                                                                                         | 대전-금산                                                                | 해외  | 노르웨이            | 독일               | 미국      | 브라질                       | 오스트리아 | 인도                                 | 이탈리아            | 이란                       | 일본      | 중국                                 | 프랑스              |
| ----- | --------------------------------------------------------------------------------------------- | ---------------------------------------------------------------------------------------------- | ------------------------------------------------------------------------ | ----- | ------------------- | ------------------ | --------- | ---------------------------- | ---------- | ------------------------------------ | ------------------- | -------------------------- | --------- | ------------------------------------ | ------------------- |
| mSv/y | 심부선량: 최대 5.32, 평균 0.44 천부선량: 최대 3.57, 평균 0.69 지표: 1.24, 거주민 피폭량: 0.71 | 심부선량: 최대 1.74, 평균 0.20 천부선량: 최대 3.13, 평균 0.27 지표: 1.36, 보은광산: 최대 19.71 | 심부선량: 최대 1.82, 평균 0.22 천부선량: 최대 3.01, 평균 0.41 지표: 1.78 | mSv/y | 평균 0.63 최대 10.5 | 평균 0.48 최대 3.8 | 평균 0.40 | 구아라파리: 평균 5.5 최대 35 | 평균 0.37  | 평균 0.48 케랄라주: 평균 3.8 최대 35 | 평균 0.50 최대 4.38 | 람사르: 평균 10.2 최대 260 | 평균 0.43 | 평균 0.54 양장시: 평균 3.51 최대 5.4 | 평균 0.60 최대 2.20 |

| 지역         | 옥천대 전체 | 괴산군   | 금산군 복수면 | 말린 다시마채 | 표고버섯 | 말린 오징어 | 시금치 | 가다랑어 | 생당근 | 정어리 | 돼지고기 | 우유 | 꽁치 | 닭날개 | 맥주 |
| ------------ | ----------- | -------- | ------------- | ------------- | -------- | ----------- | ------ | -------- | ------ | ------ | -------- | ---- | ---- | ------ | ---- |
| 함량 (Bq/kg) | 205~3220    | 563~2754 | 639~1280      | 2130          | 630      | 330         | 222    | 123      | 120    | 102    | 93       | 45   | 42   | 36     | 11   |

### 지하수의 우라늄
옥천 누층군의 우라늄은 충청도 지역의 지하수에도 작지만 영향을 미치고 있다. 우라늄의 함량이 일정량 이상인 지하수를 장기간 섭취시 암이나 신장 독성을 유발할 수 있다. 따라서 음용수의 (안전한) 우라늄 함량 가이드라인은 2~30 µg/L으로 제한된다. 그러나 지하수 중 우라늄 농도가 위해성 기준치를 초과하는 지역은 함우라늄 암석 분포지역의 일부에 국한된다. 
- 김통권 외(1999)에 의하면 우라늄 함량이 높은 옥천 누층군 탄질이암 분포 지역 내 지하수에서 검출된 우라늄 함량은 0.01~4.36 µg/L으로 암석 자체가 우라늄을 많이 함유하고 있음에도 불구하고 지하수 중 함량이 낮은 이유는 탄질이암 내 바나듐이 지하수에 녹아 우라늄과 결합, 불용성의 우라늄 광물을 형성하고 이는 지하수에 용해되지 못하기 때문인 것으로 추정하였다.[30]
- 최미정(2000)에 의하면 덕평리 지역에서 과거 우라늄 채굴시 사용되었던 갱도의 갱내수는 미국 EPA의 수질 기준치인 20 µg/L를 초과하는 21 및 30 µg/L이 측정되었으며 그 외 다른 시료에서는 기준치를 초과하지 않으나 모두 미량의 우라늄이 검출되었다.[31]
- 소방방재청(2006)에 의하면 옥천대 지하수의 라돈 농도 범위는 82~2950 pCi/L이며 92개소에서 미국 환경보호청 음용수 기준인 300 pCi/L를 초과하였다. 지하수의 우라늄 농도는 갱내수에서 51~3334 ppb, 하천수 113.4 ppb, 지하수는 평균 10 ppb이다.[12]
- 황정(2010)은 괴산군에서 금산군에 이르는 옥천대의 우라늄 광화대 퇴적암 분포 지역 지하수의 수리지화학적 연구를 수행하고, 석탄광산 폐수에서 함우라늄층과의 반응으로 1165 µg/L의 매우 높은 우라늄 수치가 나왔으나 지하수의 우라늄 함량은 최대 3.2 µg/L 이하로 매우 낮다. 그리고 대전광역시지역 지하수 내 우라늄은 옥천대 우라늄 광화대로부터 공급되지는 않은 것으로 보았다.[32]
- 조병욱(2017)은 우라늄이 함유된 탄질점판암과 화강암이 많이 분포하는 충청북도 괴산군 지역 200개 지점의 지하수의 암석 내 우라늄 함량을 측정하였다. 이 지역에서 옥천 누층군 하부천매암대의 우라늄 최고 함량이 14.9 ppm으로 측정되었으나 전체적으로 우라늄 함량이 가장 높은 암석은 백악기 화강암(3.0~11.6 ppm)이며 우라늄 함량이 가장 낮은 옥천 누층군 함력천매암대는 1.7~6.8 ppm으로 측정되었다. 이는 괴산군 덕평리의 점판암에서 직접 측정된 수치보다 한참 낮은데 이는 함우라늄 지층이 소규모로만 분포하고 있기 때문이다. 지하수의 우라늄 함량 최고치는 백악기 화강암 최고 293.0 µg/L, 옥천 누층군 21.5 µg/L, 전체 평균 5.29 µg/L으로 이는 국내 전체 지하수의 우라늄 함량과 비슷한 수준이다.[33]

### 금산군창리층의 우라늄
대전 지질도폭(1980)에 의하면 대전광역시~금산군 지역의 옥천 누층군 창리층은 편암, 천매암, 점판암으로 구성되며 석탄과 석회암이 협재되고 변성도가 낮은 탄질의 점판암 중에는 우라늄 광물이 있다.

## 같이 보기
- 넵투늄
- 이산화 우라늄
- 플루토늄
- 핵무기
- 농축 우라늄
- 우라늄의 동위원소
- 우라늄 매장국 순위
- 천연 우라늄
- 옥천 누층군 - 우라늄을 포함한 대한민국의 지층이다.